# Ricardo Ratliffe
Ricardo Ratliffe (conocido en Corea como Ra Gun-ah, en coreano, 라건아; Hampton, Virginia, 20 de febrero de 1989) es un baloncestista estadounidense nacionalizado surcoreano, que juega en la posición de ala-pívot para el Magnolia Hotshots de la PBA, la máxima categoría del baloncesto filipino. Ha representado a Corea del Sur a nivel internacional, llegando a participar de la Copa Mundial de Baloncesto de 2019 entre otras competiciones. 

## Trayectoria
Ratliffe asistió al College of Central Florida, donde jugó dos temporadas con los Patriots en la NJCAA. Fue dos veces elegido como miembro del quinteto ideal de esa liga. Posteriormente se transfirió a la Universidad de Misuri para jugar con los Tigers en la División I de la NCAA, rechazando ofertas para jugar con los Alabama Crimson Tide, los Clemson Tigers y los Arkansas Razorbacks. En su última temporada allí, su equipo conquistó el campeonato de la Big 12 Conference y él participó del All-Stars Game.
A partir de 2012 comenzó a jugar profesionalmente al baloncesto en Corea del Sur, siendo contratado por el Mobis Phoebus de la KBL. Excepto por su experiencia en los Star Hotshots de la PBA de Filipinas en 2016 y 2017, la carrera de Ratliffe se desarrolló en la KBL, ganando cuatro campeonatos (2013, 2014, 2015 y 2019) como miembro del Mobis Phoebus.
En 2024, luego de un paso por China, regresó al Magnolia Hotshots para remplazar a Jabari Bird.

## Selección nacional
Ratliffe se nacionalizó como surcoreano en enero de 2018, lo que le permitió incorporarse a la selección de baloncesto de Corea del Sur. Disputó los Juegos Asiáticos y la Copa William Jones, terminando su equipo en ambos torneos con la medalla de bronce. 
En 2019 participó en la Copa Mundial de Baloncesto y dos años después hizo lo mismo en el Torneo Preolímpico FIBA 2020. Ratliffe también jugó con el equipo nacional surcoreano en el Campeonato FIBA Asia de 2022.  